# الگو (دوزندگی)
در دوزندگی و طراحی مُد الگو (روبُر) قالبی است، که از قطعات لباس قبل از برش و مونتاژ بر روی پارچه رسم می‌شود. الگوها معمولاً از کاغذ ساخته می‌شوند و در صورت نیاز به مقاومت بیشتر و تحمل در برابر استفاده‌های مکرر، گاهی اوقات از مواد محکم‌تری مانند کاغذ ضخیم یا مقوا ساخته می‌شوند. به فرایند ساخت یا برش الگوها گاهی اوقات در یک کلمه الگوسازی (Patternmaking) گفته می‌شود، اما می‌توان آن را به صورت نوشتاری الگوسازی یا الگوبری نیز نوشت.

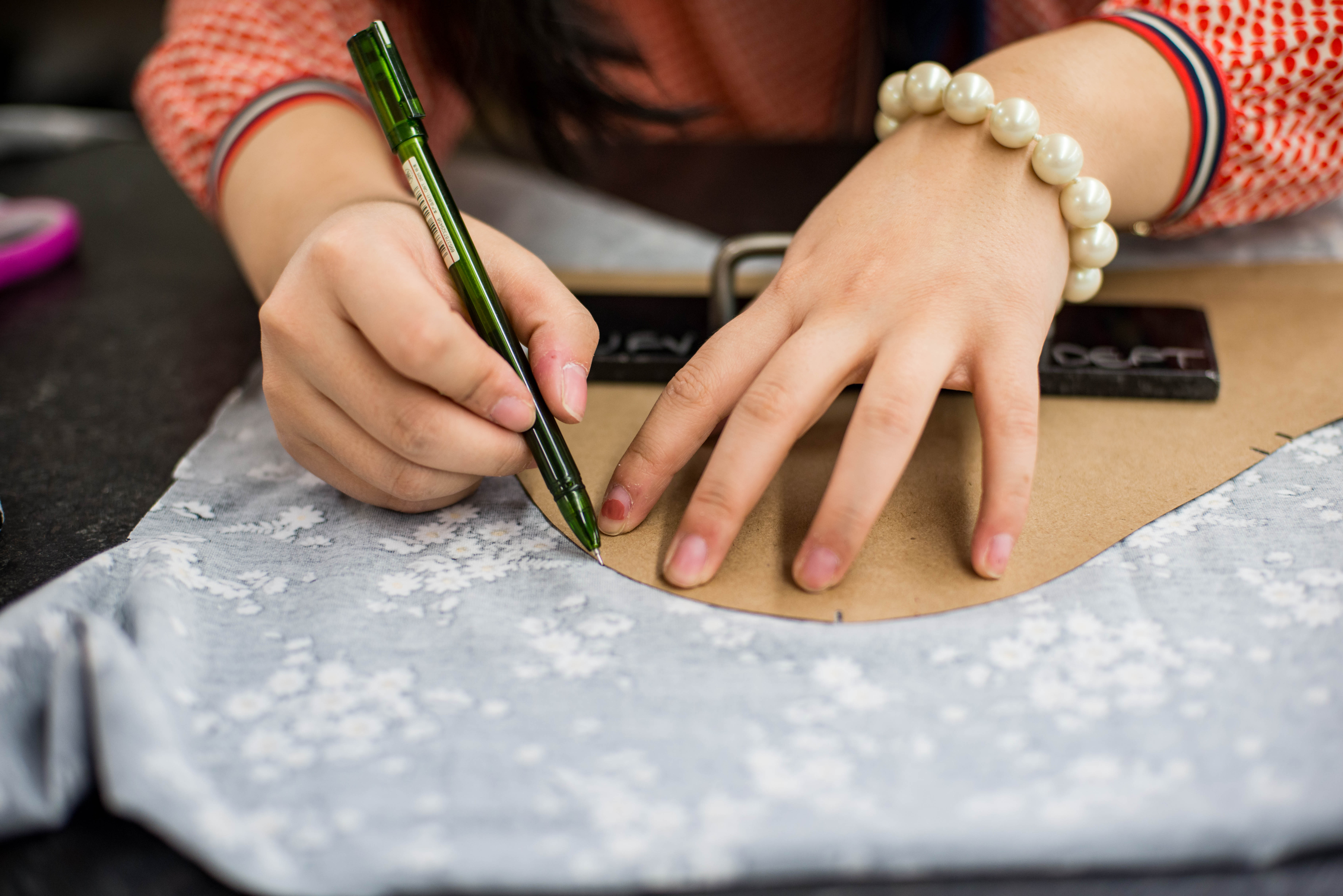
هنرجویان الگو را روی پارچه رسم می‌کنند.

الگوی برش دستی (خیاطی خانگی) یا الگوی بلوک (تولید صنعتی) الگوی پایه سفارشی است، که می‌توان از آن الگوهای متفاوت برای سبک‌های مختلف تهیه کرد. به مراحل سایز بندی  الگوی پایه درجه‌بندی گفته می‌شود.
چندین شرکت مانند Butterick و Simplicity در فروش مستقیم الگوهای درجه‌بندی شده به مصرف‌کننده‌هایی که الگوها را در خانه می‌دوزند ،
تخصص دارند. تولیدکنندگان لباس‌های تجاری به عنوان بخشی از روند طراحی و تولید خود، الگوهای خاص خود را تولید می‌کنند و معمولاً حداقل یک متخصص الگوسازی را به کار می‌گیرند. در لباس‌های سفارشی، برش‌ها و الگوها باید برای هر مشتری ساخته شود، در حالی که برای تولید تجاری، الگوهایی ساخته می‌شود که متناسب با اندازه‌های بدن مختلف باشد.

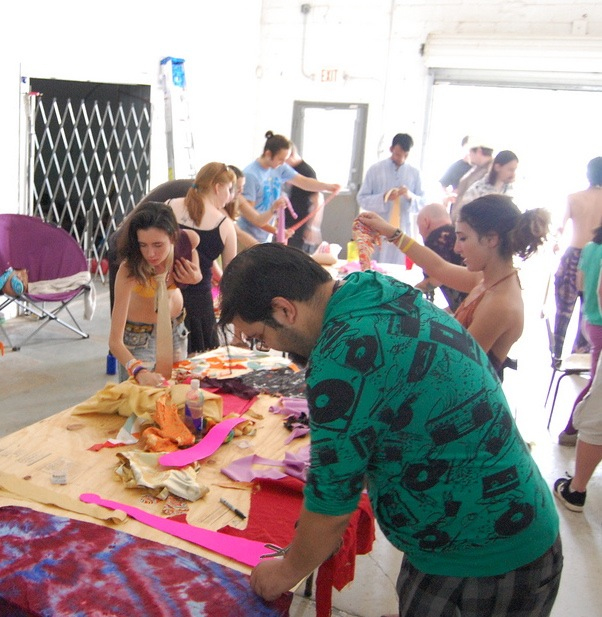
هنوجویان در کلاس خیاطی الگوها را می‌برند

## الگوسازی
الگوساز معمولاً یکی از دو روش را برای ایجاد یک الگو بکار می‌برد.
روش الگوی مسطح آن است که با استفاده از خط‌کش‌ها، منحنی‌ها و لبه‌های مستقیم، کل الگو از اندازه‌گیری‌ها روی یک سطح صاف طراحی می‌شود. الگو ساز نیز از ابزارهای مختلف مانند notcher، مته و درفش برای علامت گذاری الگو استفاده می‌کند. معمولاً الگوی تخت با ایجاد یک الگوی برش‌دار یا بلوک، یک لباس ساده و متناسب، با اندازه‌گیری پوشنده، شروع می‌شود. برای زنان، معمولاً سرشانه و سینه و دامن باریک، برای مردان برش بالاتنه و برش پایین‌تنه شلوار است. الگوی برشدار نهایی معمولاً از کاغذ یا مقوا ساخته می‌شود، بدون درز یا جزئیات سَبک (کاغذ یا مقوا ضخیم‌تر، امکان رسم و توسعه الگو را از برش اصلی فراهم می‌کند). هنگامی که شکل برش‌دار با ساخت یک سری لباس‌های ماکت به نام toiles (انگلستان) یا muslins (ایالات متحده) اصلاح شد، از برش نهایی برای ایجاد الگوهای بسیاری از سبک‌های لباس با گردن، آستین، سرشانه‌های مختلف می‌توان استفاده کرد. روش رسم و طراحی الگوی تخت رایج‌ترین روش در لباس‌های مردانه است. در الگوی لباس مردانه به‌ندرت از نصب پارچه (draping) استفاده می‌شود. رسم و طراحی الگو را می‌توانید در بسیاری از دوره‌های طراحی مد یا در یک دوره کوتاه مدت آموزش یا به عنوان بخشی از مدرک مد در یک دانشگاه یاد بگیرید.
روش مولاژ (draping) شامل ایجاد الگوی ماکت پارچه‌ای متقال با قرار دادن پارچه به‌طور مستقیم روی یک مانکن، سپس انتقال طرح کلی و علامت گذاری‌های پارچه متقال روی یک الگوی کاغذ یا استفاده از خود پارچه متقال به عنوان  الگو است. طراحانی که لباس مجلسی یا لباس تشریفاتی تهیه می‌کنند از مقدار زیادی پارچه استفاده می‌کنند، که معمولاً اریب بریده می‌شود، از روش دراپینگ استفاده می‌کنند، زیرا تولید آن با الگوی صاف بسیار دشوار است.

### دیجیتالی کردن الگو
پس از تکمیل الگوی کاغذ / پارچه، اغلب اوقات الگو ساز ها، الگوهای خود را برای نگهداری و بمنظور ارتباط با فروشنده دیجیتالی (کامپیوتری) می‌کنند. استاندارد قبلی برای دیجیتالی کردن، استفاده از دیجیتایزینگ تبلت (صفحه دیجیتالی کردن) بود. امروزه سیستم‌های اسکنر و دوربین‌ها (فوتو دیجیتایزر)در دسترس هستند.

### الگوهای متناسب
الگوهای بازار انبوه به‌صورت استاندارد ساخته می‌شود، در حالی که بدن انسان‌ها متفاوت است، بنابراین الگوهای خریده شده از فروشگاه فقط با بخش کمی از افراد به خوبی متناسب است و یک خیاط باتجربه می‌تواند الگوهای استاندارد را متناسب با هر شکلی از بدن منطبق کند.

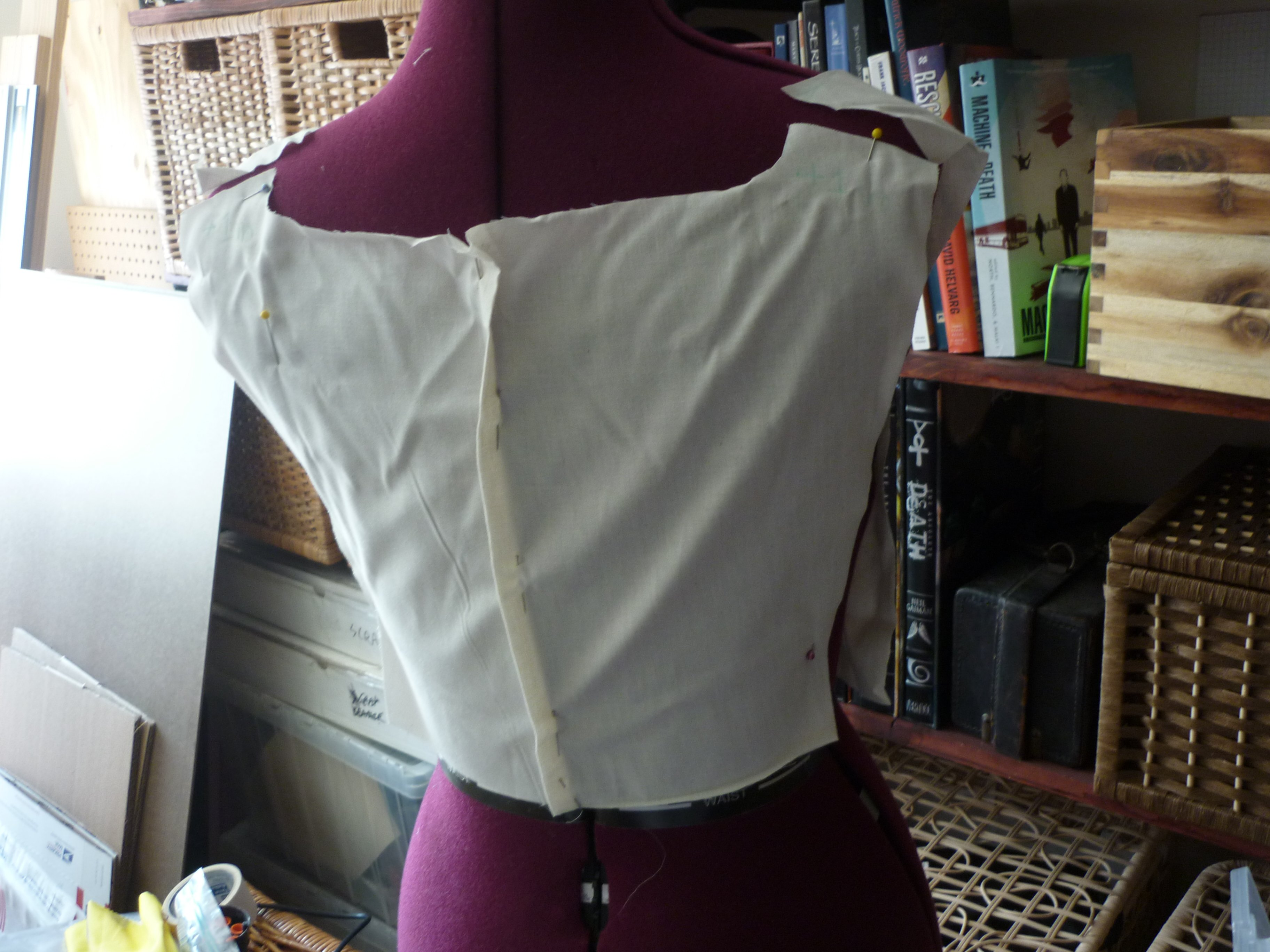
نصب پارچه متقال روی مانکن. این فرم لباس قابل تنظیم است تا با اندازه‌گیری‌های منحصر به فرد پوشنده مطابقت داشته باشد و بر این اساس پارچه متقال نیز دور فرم قرار دارد. با گرفتن لبه یا رها کردنش، می‌توان یک تناسب کوچکتر یا بزرگتر از الگوی اصلی ایجاد کرد.

بنابراین، دوزنده ممکن است یک اندازه استاندارد (معمولاً از اندازه نیم تنه مشتری) را انتخاب کند که از قبل با الگوی خریداری شده درجه‌بندی شده‌است. آنها ممکن است تصمیم بگیرند با استفاده از پیستوله، شابلون‌های منحنی، و برش یا تا کردن روی خط‌کش با لبه‌های مستقیم، الگویی را برای بهبود تناسب یا سبک لباس مشتری تنظیم کنند. روش‌های مختلفی که مستقیماً روی قطعات الگوی مسطح از اندازه‌گیری‌ها، با استفاده از یک برش شخصی پیش آویخته (pre-draped) یا استفاده از روش‌های آویختن روی فرم لباس با پارچه‌های ارزان قیمت مانند متقال وجود دارد.
ایجاد یک الگوی متقالی (که با استفاده از کالیکو، کرباس (toile) گفته می‌شود)، مشابه الگوی لباس، یکی از روش‌های جاسازی (fitting) است. مواد متقال ارزان است و هنگام تنظیم سریع با سوزن زدن پارچه به دور پوشنده یا مانکن، کار با آن آسان است. دوزنده با استفاده از همان روشی که برای لباس واقعی استفاده می‌کند، طبق یک الگو، قطعات متقال را برش می‌دهد. سپس قطعات متقال در کنار هم قرار می‌گیرند و ساسون و تنظیمات دیگر انجام می‌شود. این اندازه‌گیری‌ها را برای استفاده به عنوان راهنمای علامت گذاری الگوها و برش پارچه لباس نهایی دوزنده فراهم می‌کند.

### درجه‌بندی الگو
درجه‌بندی الگو به فرایند کوچک یا بزرگتر کردن یک الگوی تمام شده برای متناسب کردن آن با افراد با اندازه‌های مختلف گفته می‌شود. قوانین درجه‌بندی میزان افزایش یا کاهش الگوها را برای ایجاد سایزهای مختلف تعیین می‌کند. نوع پارچه نیز بر استانداردهای درجه‌بندی الگو تأثیر می‌گذارد. هزینه درجه‌بندی الگو بدون در نظر گرفتن برش کار ناقص است.

## نمادهای استاندارد الگو
الگوهای خیاطی معمولاً شامل علائم و نشانه‌های استاندارد است که برش دهنده یا دوزنده را در برش و مونتاژ قطعات الگو هدایت می‌کند. الگوها ممکن است استفاده کنند:
- بریدگی‌ها، برای نشان دادن:
  - لبه اضافه درز. (همه الگوها شامل لبه اضافه درز نیستند)
  - خطوط مرکزی و سایر خطوط مهم برای متناسب ساختن مانند خط کمر، ران، سینه، نوک شانه و غیره
  - محل قرار دادن زیپ
  - نقطه تا شده برای سجاف و لبه‌های تا شده
  - نقاط انطباق، مخصوصاً برای درزها یا درزهای بلند یا خمیده با درز چروک. به عنوان مثال، سرآستین معمولاً در نقطه‌ای شروع می‌شود که باید به درز چروک آن را به درپوش آستین اضافه کرد. زیر بغل معمولاً درز چروک وجود ندارد.
- سوراخ‌های دایرهای شکل، که ممکن است بوسیله یک درفش یا یک پانچ دایره‌ای ایجاد شود، به این معنی که
  - یک راس ساسون
  - گوشه‌ها، همان‌طور که بخیه زده شده‌اند، یعنی بدون اضافه درز
  - قرار دادن جیب یا قرار دادن سایر جزئیات مانند بریدن قطعات تزئینی
  - سوراخ دکمه‌ها و دکمه‌ها
- یک پیکان بلند که در بالای الگو کشیده شده‌است، برای نشان دادن:
  - بافت پارچه یا نحوه مطابقت الگو با تار و پود پارچه. فلش قرار است به موازات بافت پارچه میزان شود. پیکان بلند که در هر دو جهت آن به شکل نوک پیکان است، نشانگر امکان‌پذیر بودن هر یک از دو جهت است. یک پیکان با یک سر احتمالاً نشان می‌دهد که پارچه جهتی به سمت آن دارد که باید در نظر گرفته شود، مانند الگویی که هنگام ایستادن پوشنده باید رو به بالا باشد.
- دو خط نشان می‌دهد که در آن الگو می‌تواند برای اندازه دیگری بلندتر یا کوتاه‌تر شود
- نمادهای نقطه، مثلث یا مربع، برای ایجاد «نقاط تطابق» برای وصل کردن لبه‌های قطعات الگو، شبیه به کنار هم قرار دادن قطعات پازل

بسیاری از الگوها همچنین برای برخی از ویژگی‌ها، مانند جیب از رو، طرح دور (نمای دور) کاملی دارند و تجسم چگونگی کار با هم را آسان می‌کند.

## الگوهایی برای تولیدکنندگان لباس در مقیاس تجاری

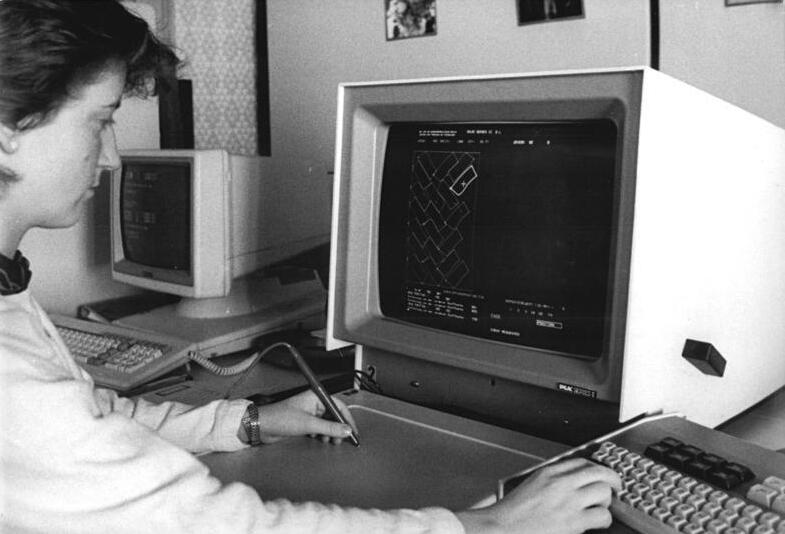
مارکر سازی (نشانگرسازی) توسط رایانه

ساخت الگوهای صنعتی با یک الگوی بلوک موجود آغاز می‌شود که بیشترین شباهت را به چشم‌انداز طراح دارد. الگوها از کاغذ یا مقوا بریده می‌شوند، با پانچ سوراخ می‌شوند و با قلاب مخصوص آویزان و ذخیره می‌شوند. ابتدا این الگو از نظر دقت بررسی می‌شود، سپس از پارچه‌های نمونه بریده می‌شود و لباس حاصل از آن متناسب (fit) می‌شود. هنگامی که الگوی مورد تأیید طراح مطابقت داشت، تعداد کمی از نمونه‌های تولید شده و سبک آن در بازارهای عمده فروشی به خریداران فروخته می‌شود. اگر این سبک پتانسیل فروش را نشان داده باشد، این الگو برای اندازه‌ها درجه‌بندی می‌شود، که معمولاً توسط رایانه با برنامه CAD مخصوص صنعت پوشاک انجام می‌شود. پس از درجه‌بندی، الگوی باید بررسی شود دقت هر اندازه و مقایسه مستقیم در گستره خطوط دوخته انجام می‌شود. پس از پیگیری این مراحل و اصلاح هرگونه خطا، الگوی تولیدی تأیید می‌شود. هنگامی که شرکت تولیدکننده آماده ساخت سبک (استایل) است، تمام اندازه‌های هر قطعه الگوی داده شده به‌طور معمول توسط رایانه در یک نشانگر قرار می‌گیرند. مارکر به ترتیب تمام قطعات الگو در سطح پارچه برش خورده گفته می‌شود که ضمن حفظ جهت خطوط بافت پارچه مورد نظر، ضایعات پارچه را به حداقل می‌رساند. این به نوعی شبیه الگویی از الگوهایی است که همه قطعات از آن بریده می‌شوند. سپس نشانگر در بالای لایه‌های پارچه گذاشته شده و برش داده می‌شود. نشانگرهای تجاری اغلب شامل مجموعه‌های مختلفی از الگوها برای اندازه‌های همه پسند هستند. به عنوان مثال: یک مجموعه اندازه کوچک، دو مجموعه اندازه متوسط و یک مجموعه اندازه بزرگ. وقتی این سبک یا مدل فروخته شد و به فروشگاه‌ها تحویل داده شد – و اگر اثبات شود کاملاً محبوب است – الگوی این سبک یا مدل با ایجاد الگوهای نسل بعدی از آن، خود به یک بلوک تبدیل می‌شود.

## استاندارد طراحی و ابزار تنظیم
- منحنی لگن
- گونیای L
- پیستوله‌ها یا منحنی‌های فرانسوی
- برش‌گر الگو
- مانکن لباس
- مانکن - نیم تنه، دامن، شلوار و غیره

## الگوهای خرده فروشی

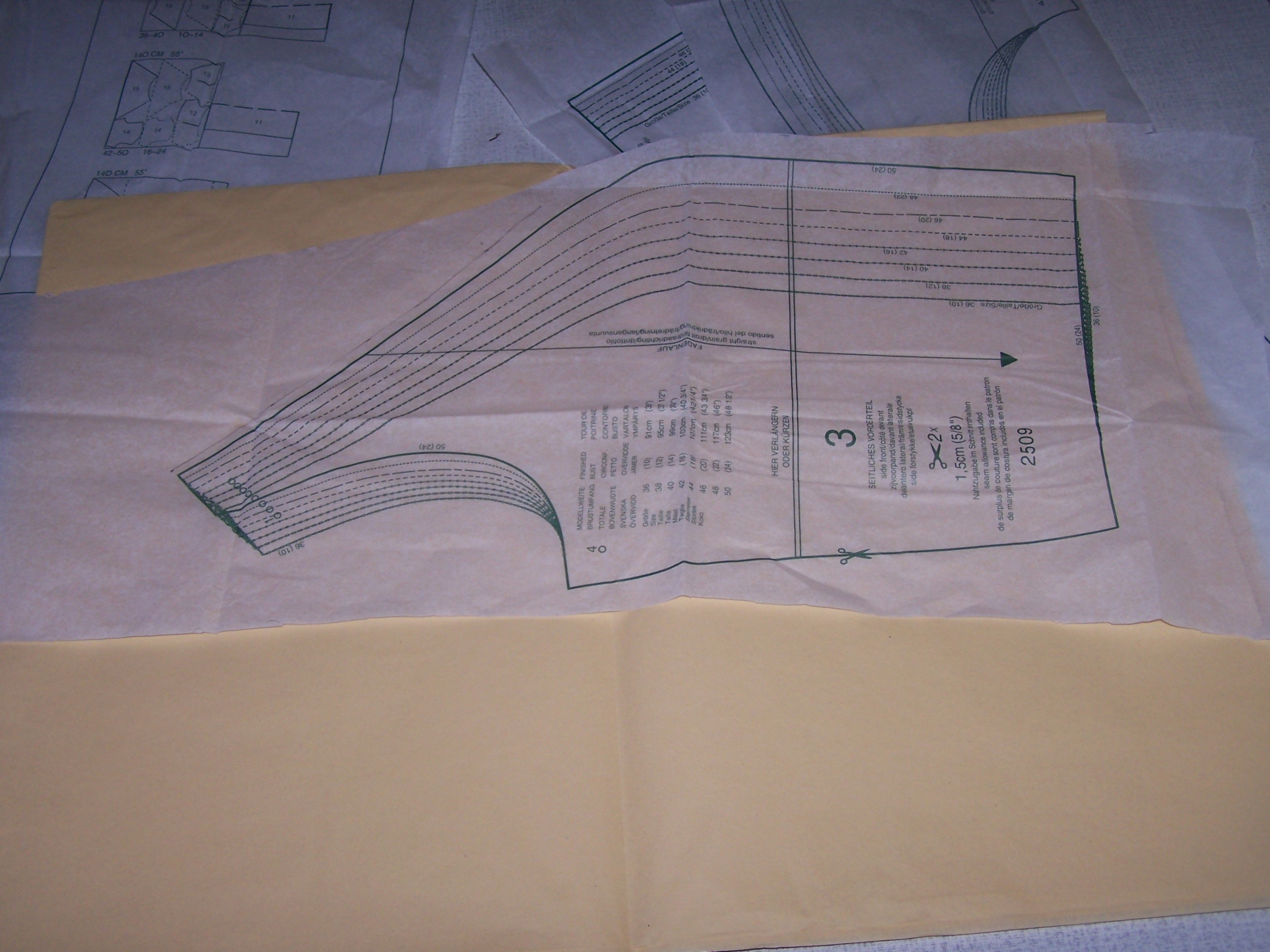
الگوی دوخت کاغذپوستی خانگی

الگوی دوخت دیجیتالی منزل

الگوهای اصلی دوخت عموماً روی کاغذ پوستی چاپ و در بسته‌های حاوی دستورالعمل دوخت و پیشنهادهای خود را برای پارچه و نوع تزئینات فروخته می‌شوند. آنها همچنین از طریق اینترنت به عنوان پرونده‌های قابل بارگیری در دسترس هستند. دوزندگان خانگی می‌توانند الگوها را در خانه چاپ کنند یا پرونده الکترونیکی را به مغازه‌هایی ببرند که کپی و چاپ انجام می‌دهد. بسیاری از شرکت‌های تولید الگو، الگوهای خیاطی را به عنوان پرونده الکترونیکی به عنوان جایگزین یا به جای بسته‌های از پیش چاپ شده، که دوزنده خانگی می‌تواند در خانه چاپ کند یا به یک فروشگاه محلی چاپ و کپی ببرد، توزیع می‌کنند، زیرا شامل نسخه‌های چاپی با قالب بزرگ است. الگوهای مدرن برای تأمین نیازهای مصرف‌کنندگان، در طیف گسترده‌ای از قیمتها، اندازه‌ها، سبک‌ها و سطح مهارت خیاطی موجود است.
اکثر الگوهای خیاطی مدرن امروزی خانگی حاوی چندین اندازه در یک الگو است. هنگامی که الگویی از بسته‌بندی برداشته شد، می‌توانید الگو را بر اساس اندازه ای که می‌خواهید برش دهید یا می‌توانید با رسم الگو، آن را حفظ کنید. با استفاده از یکی از چندین روش، الگو روی پارچه رسم می‌شود. در یک روش، کاغذ کپی با جوهر قابل انتقال در یک طرف بین الگو و پارچه قرار می‌گیرد. چرخ رولر بر روی طرح الگو جابجا می‌شود و با جوهر قابل پاک شدن و پاک کردن، مارک‌ها را به روی پارچه منتقل می‌کند. در روش دیگر، کاغذ پوستی مستقیماً بر روی الگوی خریداری شده گذاشته می‌شود و قطعات ترسیم می‌شوند. این قطعات بریده می‌شود، پس از آن با سوزن ته‌گرد وصل شده و / یا به پارچه کوک می‌شود. سپس پارچه را می‌توان برش داد تا با طرح روی کاغذ پوستی مطابقت داشته باشد. الگوهای اصیل ممکن است با سوراخ‌های کوچکی که از قبل به داخل کاغذ الگو پانچ می‌شوند، وجود داشته باشد. اینها برای ایجاد کوک‌های خیاط است، نوعی کوک که با نخ کوتاه به پارچه دوخته می‌شود تا به عنوان راهنمای برش و مونتاژ قطعات پارچه باشد.
علاوه بر نشان دادن لباس تمام شده، پاکت‌های الگو معمولاً شامل نمودارهایی برای اندازه‌گذاری، تعداد قطعات موجود در یک الگو و پارچه‌های پیشنهادی و مفاهیم و لوازم خیاطی لازمه است.
Ebenezer Butterick الگوی دوخت خانگی درجه‌بندی شده تجاری را در سال ۱۸۶۳ (بر اساس سیستم‌های درجه‌بندی استفاده شده توسط خیاطان دوره ویکتوریا) ابداع کرد، و در ابتدا الگوهای کشیده شده با دست برای لباس‌های مردان و پسران را می‌فروخت. در سال ۱۸۶۶، باتریک الگوهایی برای لباس زنانه اضافه کرد که امروزه قلب بازار الگوهای دوخت خانگی باقی مانده‌است.

## شرکت‌های تولیدکننده الگو
شرکت‌های تجاری تولیدکننده الگو
- Butterick / McCalls
- Burda
- Simplicity
- Vogue

شرکت‌های الگوی خیاطی مستقل (Indie)
- By Hand London
- Cashmerette - plus-size patterns
- Closet Case Patterns
- Colette
- Dress Well Made - curvy, large-bust patterns
- Deer and Doe
- Grainline Studio
- I AM Patterns
- Jalie
- Jennifer Lauren Handmade
- Megan Nielsen
- Named Clothing
- Ottobre design
- Pauline Alice Patterns
- Tilly and the Buttons - beginner patterns
- SBCC Patterns - petite patterns
- Sew Over It - vintage style
- The Avid Seamstress - modern patterns
- Thread Theory - men's patterns
- Timeless Templates
- Umsiko
- Victory Patterns
- Wearologie
- Wiksten

### دوخت لباس بدون الگو
- کتاب DIY Couture نوشته Rosie Martin
- کتاب Freehand Fashion نوشته Chinelo Bally

## نگارخانه

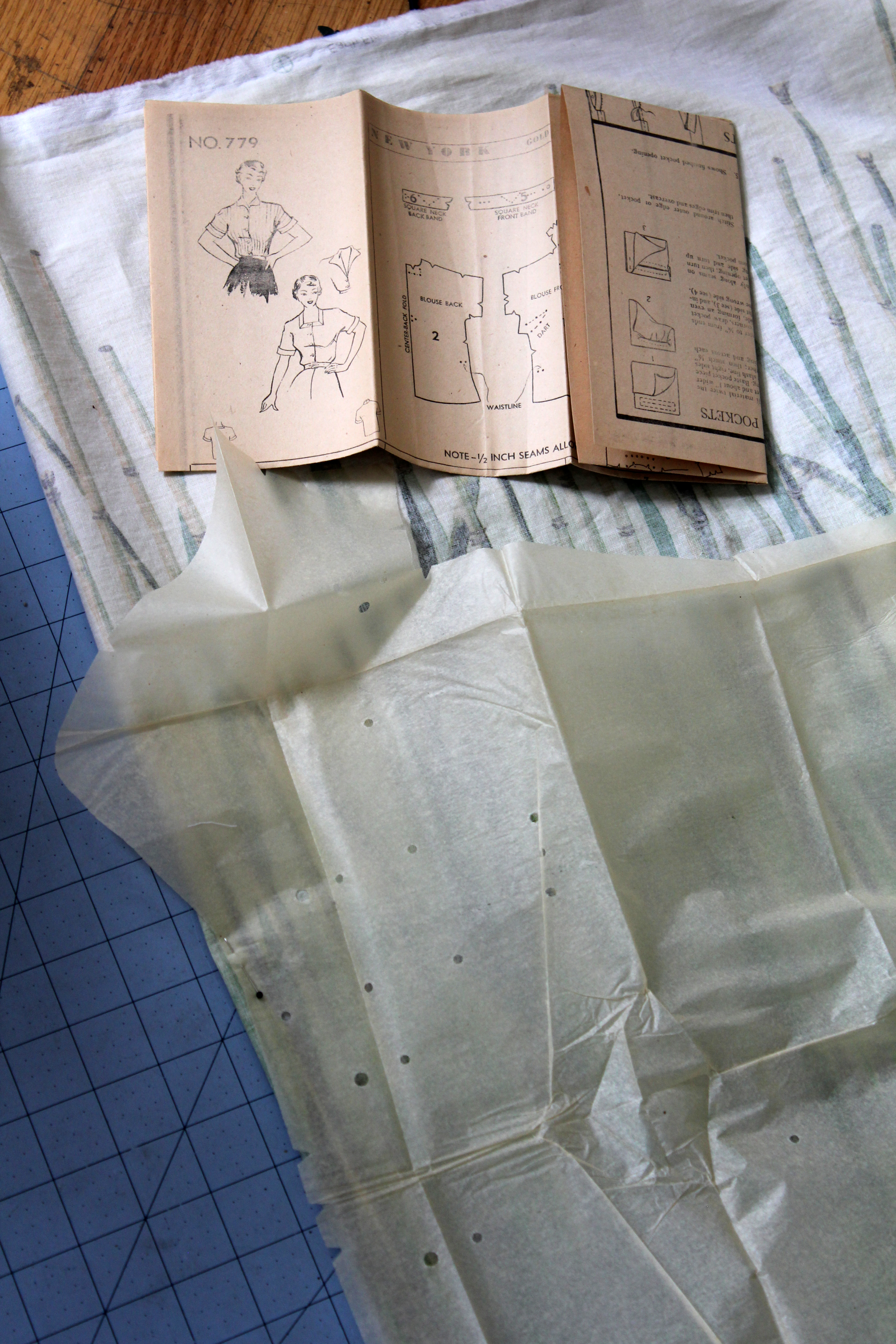
قطعهٔ الگوی خیاطی اصیل، پیش بریده شده قبل از فروش
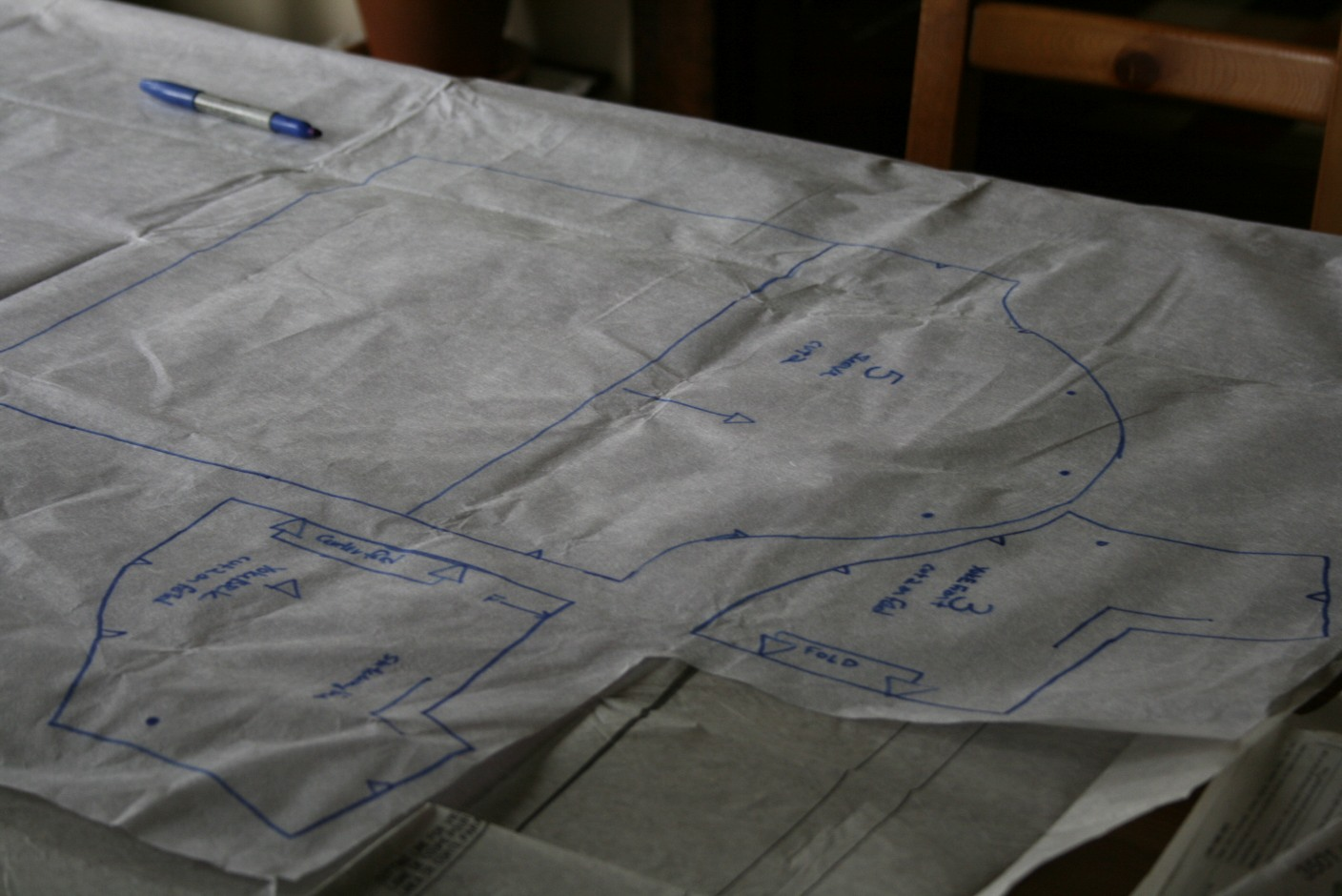
ترسیم الگو
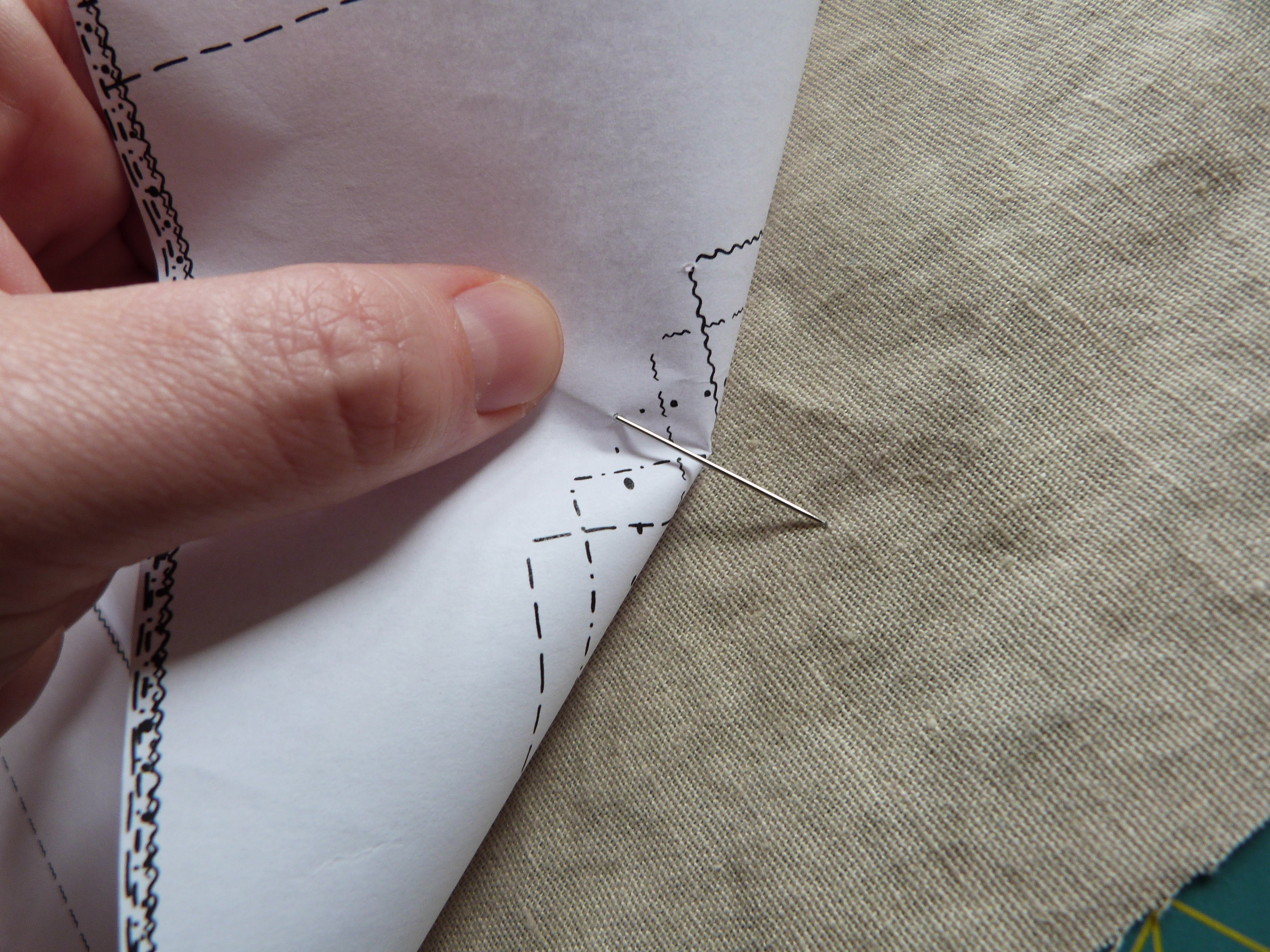
کوک زدن به منظور نشاندن الگو روی پارچه قبل از برش پارچه
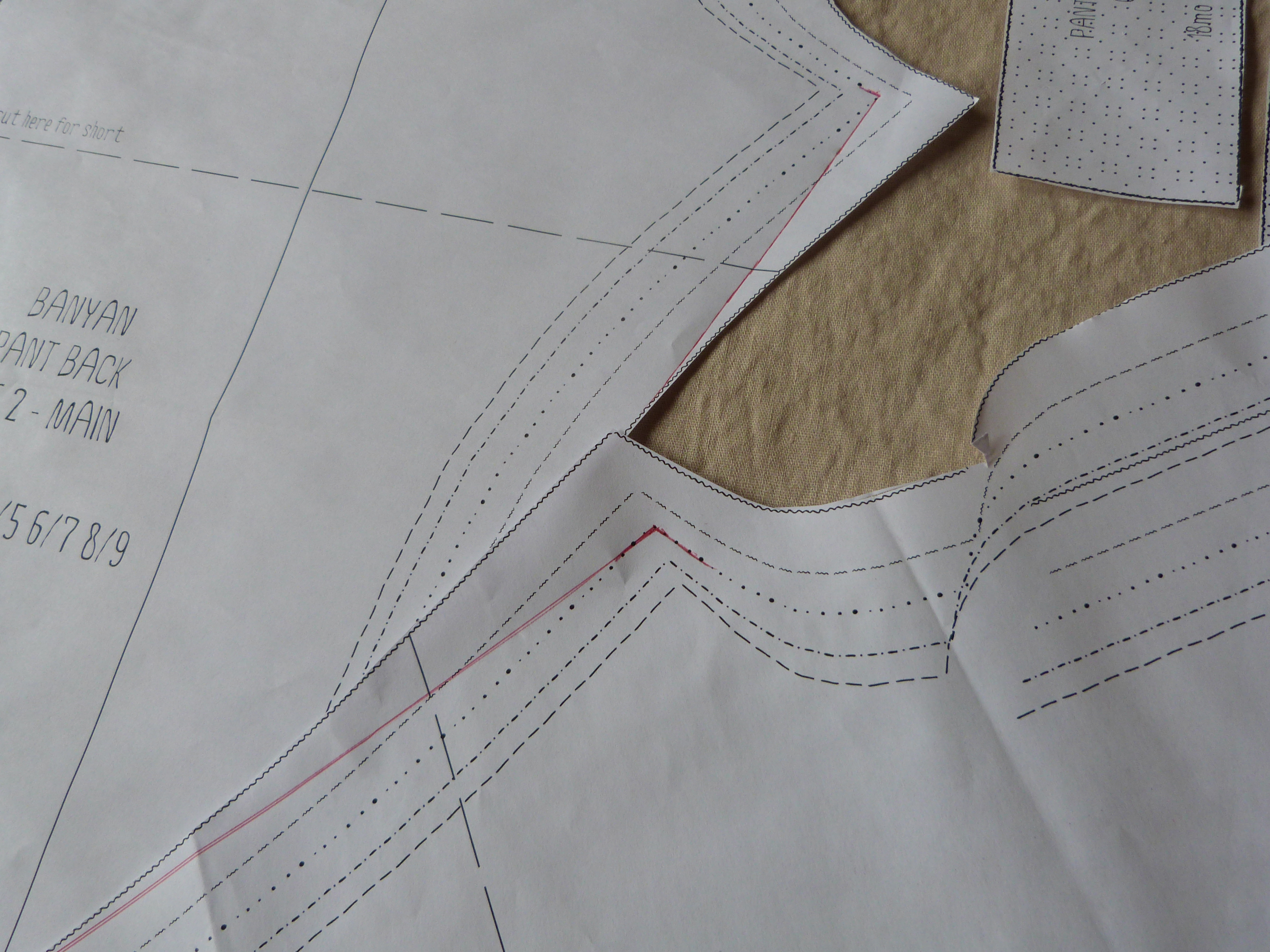
خیاط الگو را با جوهر قرمز درجه بندی (سایزبندی) می‌کند تا با اندازه‌گیری‌های متناسب با شخصی که لباس را می‌پوشد مطابقت داشته باشد.